# Los hijos de nadie
Los hijos de nadie (lit. Os Filhos de Ninguém) foi uma telenovela mexicana produzida por Miguel Sabido e Irene Sabido para a Televisa e exibida pelo Canal de las Estrellas entre 24 de fevereiro e 20 de junho de 1997, substituindo Luz Clarita e sendo substituída por El alma no tiene color. 
Apoiada pela UNICEF, é uma história original de Miguel Sabido, que foi adaptado por ele mesmo, Irene Sabido, Verónica Suárez, Andrea Ordóñez, Rosa Ana Curiel e Kary Fajer.
Foi protagonizada por Silvia Derbez, Alpha Acosta, Ramón Abascal e Rossie Montenegro e antagonizada por Yolanda Andrade, com a participação dos primeiros atores Ricardo Blume, Martha Ofelia Galindo e Juan Carlos Barreto.

## Exibição
Foi reprisada pelo canal TLNovelas entre 15 de setembro de 1997 a 09 de janeiro de 1998.

## Produção
A novela foi apoiada pela UNICEF, com o intuito de conscientizar a sociedade mexicana sobre o grave assunto a respeito das crianças em situação de rua na Cidade do México e em outras partes do país.

### Equipe de Produção
- Original de: Miguel Sabido
- Adaptação: Miguel Sabido, Verónica Suárez, Andrea Ordóñez, Rosa Ana Curiel e Kary Fajer
- Música: Belén-Teresa Oller
- Edição: Alberto Cárdenas Valdés
- Diretora de cena em locações: Karina Duprez
- Diretor de cena em estúdio:: Pedro Damián
- Produtora executiva: Irene Sabido
- Produtor geral: Miguel Sabido

## Enredo
A história se passa na Cidade do México e o personagem principal é Dona Leonor (Silvia Derbez), uma velha que vive feliz com sua única família: sua filha e neta. Mas os dois morrem em um trágico acidente, o que a deixa arrasada, mas, por sua vez, lhe dá forças para continuar e, para isso, ela decide ajudar um grupo de crianças sem-teto. 
Veronica (Alpha Acosta) é uma garota muito bonita que traz alegria para as crianças de rua com seus fantoches; Na história, destaca-se o mal de Lucila Villarreal (Yolanda Andrade), que odeia crianças de rua porque no dia do casamento elas jogaram seu bolo e o comeram na rua, seu ódio é tão grande que ela começa a explorá-los, como Rosi (Rossie Montenegro) uma das grandes afetadas. Os males de Lucila aumentam de nível ao longo da trama, à medida que ela se torna obcecada por Francisco (Ramón Abascal) e aliados de Mela para explorar crianças de rua, incluindo Rosi, com o apoio de Antenor (Jorge del Campo) e do fiel Justin. 
Lucilla realiza um aborto que a deixa estéril, por engano ela mata Lourdes e tira proveito disso para enviar Veronica Isabelly para a cadeia e ela planeja se vingar de Francisco por rejeitá-la. O encontro final entre Lucila e Verónica Isabelly ocorre em um hospital onde os dois se batem e pelos cabelos isso corrobora a loucura de Lucila após a morte de seu pai, Antenor, em Bad Mela, que acaba sendo assassinado pelos filhos da Rua. 
No final, Lucilla acaba como uma mulher sem-teto na rua e mais tarde é trancada em um hospital psiquiátrico. Lucilla realiza um aborto que a deixa estéril, por engano ela mata Lourdes e tira proveito disso para enviar Veronica Isabelly para a cadeia e ela planeja se vingar de Francisco por rejeitá-la. O encontro final entre Lucila e Verónica Isabelly acontece em um hospital onde os dois se batem e pelos cabelos isso corrobora a loucura de Lucila após a morte de seu pai, Antenor, em Bad Mela, que acaba sendo assassinado pelos filhos da Rua.

## Elenco
| Ator                    | Personagem                                  |
| ----------------------- | ------------------------------------------- |
| Alpha Acosta            | Verónica Isabelly                           |
| Ramón Abascal           | Francisco                                   |
| Yolanda Andrade         | Lucila Villareal (Lucia)                    |
| Silvia Derbez           | Leonor (Dona Leonor)                        |
| Ricardo Blume           | Don Chuy                                    |
| Rossie Montenegro       | Rosi / Angelita                             |
| Sergio Sendel           | Mauricio                                    |
| Martha Ofelia Galindo   | Celes                                       |
| Juan Carlos Barreto     | Felipe                                      |
| Tere Velázquez          | Tere                                        |
| Rosa de Castilla        | Amparo                                      |
| Miguel Ángel Ghigliazza | Justino                                     |
| Marco Zapata            | Charal                                      |
| Goyo                    | Triques                                     |
| Yamiro                  | Muelas                                      |
| Alondra Torres          | Pelos                                       |
| Luis Daniel             | Luis                                        |
| Liuba de Lasse          | Almendra                                    |
| Ulises Pliego           | Miguel "Miguelito" Ángel (menino sordomudo) |
| Jorge Antolín           | Vinicio                                     |
| Claudia Vega            | Brenda                                      |

### Participações especiais
| Ator               | Personagem  |
| ------------------ | ----------- |
| Mariana Seoane     | Carolina    |
| Evelyn Solares     | Mela        |
| Carola Vázquez     | Micaela     |
| Fabiola Campomanes | Lourdes     |
| Margarita Magaña   | Lula Torres |
| Germán Robles      | Germán      |
| Jorge del Campo    | Antenor     |
| Luis Cárdenas      | Pablo       |
| Rocío Sobrado      | Melisa      |
| Estela Barona      | Evelia      |
| Sergio Acosta      | Arturo      |
| Maripaz García     | Sandra      |

## Audiência
A novela não foi muito bem de audiência. A novela feita para conscientizar a sociedade mexicana sobre crianças em situação de rua terminou com 16.7 pontos, sob a meta de 17 pontos. Isso deve ter ocorrido, pelo fato da novela ter mostrado o outro lado do mundo cor-de-rosa que as novelas mexicanas trazem. O público mexicano não estava acostumado com temas reais e sensíveis.

## Prêmios e Indicações
| Ano  | Prêmio            | Categoria             | Nomeações     | Resultado |
| ---- | ----------------- | --------------------- | ------------- | --------- |
| 1998 | Prêmio TVyNovelas | Melhor Primeira Atriz | Silvia Derbez | Indicada  |